# Bafaw-Balong
Bafaw-Balong (auch Ngoe) ist eine Bantusprache und wird von circa 8400 Menschen in Kamerun gesprochen. 
Sie ist im Département Meme in der Region Sud-Ouest und im Département Moungo in der Region Littoral verbreitet.

## Klassifikation
Bafaw-Balong ist eine Nordwest-Bantusprache und gehört zu den Ngoe-Sprachen innerhalb Lundu-Balong-Gruppe, die als Guthrie-Zone A10 klassifiziert wird. Malcolm Guthrie nannte die Sprache Balong und wies ihr die Nummer A13 zu.
Bafaw-Balong hat die Dialekte Bafaw (auch Bafo, Bafowu, Afo, Nho und Lefo’) und Balong (auch Balon, Balung, Nlong, Valongi, Bayi und Bai).